# Harry Lehmann (Philosoph)
Harry Lehmann (* 1965 in Dohna bei Dresden) ist ein deutscher Philosoph und Autor, der sich mit Musikphilosophie und Neuer Musik beschäftigt.

## Leben
Lehmann studierte von 1986 bis 1992 zunächst Physik an der Universität St. Petersburg. Ab 1992 folgte ein Philosophie-Studium an der Berliner Humboldt-Universität sowie ein Studium der Wissenschaftsphilosophie an der Universität Leeds. 2003 promovierte er an der Universität Potsdam mit einer Arbeit über die Systemtheorie von Niklas Luhmann. Seitdem ist er überwiegend als freiberuflicher Autor tätig.
Lehmann lebt in Berlin.

## Bücher
- Ideologiemaschinen. Wie Cancel Culture funktioniert, Heidelberg: Carl-Auer-Verlag 2024, ISBN 978-3-8497-0545-9
- Musik und Wirklichkeit. Modelle der Musikphilosophie, Mainz: Schott Music 2023, ISBN 978-3-7957-3065-9
- Ästhetische Erfahrung. Eine Diskursanalyse, Paderborn: Wilhelm Fink 2016, ISBN 978-3-7705-6139-1
- Gehaltsästhetik. Eine Kunstphilosophie, Paderborn: Wilhelm Fink 2016, ISBN 978-3-7705-5983-1
- Die digitale Revolution der Musik. Eine Musikphilosophie, Mainz: Schott Music 2013, ISBN 978-3-7957-0825-2[1]
- Autonome Kunstkritik (Hg.), Berlin: Kulturverlag Kadmos 2012.
- Die flüchtige Wahrheit der Kunst. Ästhetik nach Luhmann, München: Wilhelm Fink 2005, ISBN 978-3-7705-4193-5

## Aufsätze (Auswahl)
- »Gehalt«, Lexikonartikel in: Handbuch Kunstphilosophie, hg. v. Judith Siegmund, UTB 2022, S. 215–225 (open access).
- Kunst, Freiheit, Moral. Wie es zu Autonomieverlusten in liberalen Demokratien kommt, in: Lettre International, Heft 135, Dezember 2021, S. 24–33.
- Kunst und Kunstkritik in Zeiten politischer Polarisierung. Ein Kippmodell des politischen Raumes, in: Merkur. Deutsche Zeitschrift für europäisches Denken, Heft 853/Juni 2020, S. 5–21.
- Die dritte Option der Kunstfreiheit, in: Zeit Online, 28. Mai 2019.
- Die ästhetische Wende. Warum die DDR am Design gescheitert ist, in: Lettre International, Heft 86/2009, S. 125–132.
- Zehn Thesen zur Kunstkritik, in: Merkur. Deutsche Zeitschrift für europäisches Denken, Heft 714/2008, S. 982–994.
- Avantgarde heute. Ein Theoriemodell der ästhetischen Moderne, in: Musik & Ästhetik, Jg. 10, Heft 38 (April 2006), S. 5–41.